# Сенека-Фоллс (переписна місцевість, Нью-Йорк)
Сенека-Фоллс (англ. Seneca Falls) — переписна місцевість (CDP) в США, в окрузі Сенека штату Нью-Йорк. Населення — 6809 осіб (2020).

## Географія
Сенека-Фоллс розташована за координатами 42°54′33″ пн. ш. 76°47′56″ зх. д. / 42.90917° пн. ш. 76.79889° зх. д. (42.909180, -76.798951).  За даними Бюро перепису населення США в 2010 році переписна місцевість мала площу 11,84 км², з яких 11,43 км² — суходіл та 0,41 км² — водойми. В 2017 році площа становила 12,93 км², з яких 12,52 км² — суходіл та 0,41 км² — водойми.

## Демографія
Згідно з переписом 2010 року, у селищі мешкала 6681 особа в 2913 домогосподарствах у складі 1732 родин. Густота населення становила 564 особи/км².  Було 3131 помешкання (264/км²).
Расовий склад населення:
| - 95,1 % — білих - 1,6 % — азіатів - 1,2 % — чорних або афроамериканців - 0,4 % — корінних американців |

До двох чи більше рас належало 1,3 %. Частка іспаномовних становила 1,7 % від усіх жителів.
За віковим діапазоном населення розподілялося таким чином: 20,8 % — особи молодші 18 років, 62,7 % — особи у віці 18—64 років, 16,5 % — особи у віці 65 років та старші. Медіана віку мешканця становила 41,0 року. На 100 осіб жіночої статі у селищі припадало 95,5 чоловіків;  на 100 жінок у віці від 18 років та старших — 92,8 чоловіків також старших 18 років.
Середній дохід на одне домашнє господарство  становив 57 738 доларів США (медіана — 46 518), а середній дохід на одну сім'ю — 74 686 доларів (медіана — 61 567). Медіана доходів становила 51 285 доларів для чоловіків та 36 570 доларів для жінок. За межею бідності перебувало 16,1 % осіб, у тому числі 13,7 % дітей у віці до 18 років та 7,1 % осіб у віці 65 років та старших.
Цивільне працевлаштоване населення становило 2986 осіб. Основні галузі зайнятості: освіта, охорона здоров'я та соціальна допомога — 26,7 %, виробництво — 18,4 %, роздрібна торгівля — 16,8 %.